# Bhubaneswars flygplats
Bhubaneswars flygplats är en flygplats i Indien, vid delstaten Odishas huvudstad Bhubaneswar.  Den ligger i distriktet Khordha, i den östra delen av landet, 1 300 km sydost om huvudstaden New Delhi. Bhubaneswars flygplats ligger 42 meter över havet.
Bhubaneswars flygplats, även kallad Biju Patnaik Airport, är huvudflygplats för Odisha, och hade 4 miljoner passagerare år 2018. Den öppnades för trafik år 1962.
Det finns två terminaler, nr 1 och 2. Flygplatsen har mest inrikes trafik.